# Otros mundos, otras estrellas (1979-1982) (álbum)
Otros mundos, otras estrellas (1979-1982) es un doble disco recopilatorio del grupo musical Aviador Dro editado en el año 2015 por el sello Elefant Records dentro de su colección "Recuerdos que olvidé".

El álbum se ha editado en formato de doble LP (edición numerada y limitada en vinilo rojo de 750 copias, ref.: LOST-005LP) y que incluye una descarga digital gratuita en MP3 y en formato de Doble CD digipak, ref.: LOST-005 (denominados módulo 1 y módulo 2).

Incluye maquetas, versiones alternativas inéditas, rarezas y grandes éxitos de la época previa a la edición de su segundo álbum de 1983, “Síntesis: La Producción Al Poder”. Muchas de las canciones incluidas en este disco, además, nunca han sido editadas previamente en vinilo.

Nos encontramos con algunas recuperaciones de su primer álbum, “Alas Sobre El Mundo”, dos temas extraídos del Maxi-Single “Programa En Espiral” y uno del Single “Nuclear Sí”, la primera referencia de DRO (Discos Radioactivos Organizados), el sello que creó Aviador Dro en 1982 para publicar sus discos después de su fugaz paso por el sello Movieplay.
Todas estas referencias son prácticamente inencontrables a día de hoy en su formato original, y son auténticas piezas de coleccionismo. “El Nacimiento De La Industria” está extraída del recopilatorio de DRO “Navidades Radioactivas”, que también incluía villancicos de otros grupos como Los Iniciados, Derribos Arias o Glutamato Ye-Yé.

En este recopilatorio podemos encontrar además sus versiones de “Anarquía En El Planeta/Anarchy in the UK” de los Sex Pistols y “La Modelo/The Model” de Kraftwerk y también la sintonía que compusieron para el mítico “Diario Pop” programa que Jesús Ordovás emitía en Radio 3.

“No Tengo Boca” fue editada previamente en el disco “Maquetas”, un recopilatorio publicado en el año 1982 por MR Records que incluía versiones primigenias de otros grupos como Los Modelos, El Último Sueño o Pistones.

El título del álbum hace referencia a una estrofa de su canción "Selector de frecuencias" cantada por María Jesús Rodríguez (Metalina 2) (... Quizás hoy llegues/donde yo no llegué/otros mundos/otras estrellas/para empezar otra vez/desde mucho más alto).

## Lista de canciones (Módulo 1)
| Título                            | Año  | Procedencia tema                  |
| --------------------------------- | ---- | --------------------------------- |
| Sintonía de la moda estandarizada | 1982 | Álbum "Alas sobre el mundo"       |
| Programa en espiral               | 1982 | Maxi-Single "Programa en espiral" |
| Corazón de batidora               | 1981 | "Maqueta"                         |
| La cicatriz en la fábrica roja    | 1981 | "Versión alternativa"             |
| El intruso                        | 1981 | "Versión alternativa"             |
| Rosemary                          | 1979 | "Maqueta"                         |
| La TV es nutritiva                | 1982 | Álbum "Alas sobre el mundo"       |
| Baila con tu robot                | 1981 | "Maqueta"                         |
| Telepatía                         | 1982 | Maxi-Single "Programa en espiral" |
| Obsesión                          | 1981 | "Versión alternativa"             |
| Nuclear sí                        | 1981 | "Versión alternativa"             |
| Hazme tu androide                 | 1980 | "Maqueta"                         |
| Metalina 2                        | 1981 | "Maqueta"                         |

## Lista de canciones (Módulo 2)
| Título                        | Año  | Procedencia tema                |
| ----------------------------- | ---- | ------------------------------- |
| Sintonía del refugio atómico  | 1982 | Single "Nuclear sí"             |
| En la 5ª glaciación           | 1981 | "Maqueta"                       |
| Anarquía en el planeta        | 1980 | Single "Pretérito perfecto"     |
| Láser                         | 1980 | "Versión alternativa"           |
| El nacimiento de la industria | 1982 | Álbum "Navidades radioactivas"  |
| Cita en el asteroide          | 1981 | "Versión alternativa"           |
| El retorno de Godzilla        | 1980 | "Maqueta"                       |
| Sintonía del Diario Pop       | 1982 | "Fanzisingle nº 1 Banana Split" |
| Selector de frecuencias       | 1982 | Álbum "Alas sobre el mundo"     |
| No tengo boca                 | 1981 | Álbum "Maquetas"                |
| La modelo                     | 1980 | "Maqueta"                       |
| La chica de plexiglás         | 1980 | "Versión alternativa"           |
| Electroshock                  | 1979 | "Maqueta"                       |